# Albert Adamkiewicz
Albert Adamkiewicz (Żerków, 11 agosto 1850 – Vienna, 31 ottobre 1921) è stato un anatomista e patologo polacco.
Professore nelle Università di Cracovia e Vienna, si dedicò soprattutto a problemi di anatomia e di anatomia patologica.
È stato il primo descrivere l'arteria omonima ( arteria di Adamkiewicz ) . 

### Opere
- 1902 – Die Grosshirnrinde als Organ der Seele